# Pangasius mekongensis
Pangasius mekongensis ist eine Fischart aus der Gattung Pangasius, innerhalb der Familie der Haiwelse. Sie ist nur aus dem Unterlauf des Mekong bekannt und ist dort ein bedeutender Speisefisch.

## Merkmale
Pangasius mekongensis weist den typischen Körperbau der Haiwelse auf. Der Kopf ist lang, breit und abgerundet mit langer, vorstehender Schnauze und großen Nasenöffnungen. Die Zahnplatte am Zwischenkieferbein ist bei geschlossenem Maul sichtbar, am Gaumenbein stehen zwei große, schmale Zahnplatten, die bei älteren Tieren zusammenwachsen. Die Kiemenreuse trägt am ersten Bogen 16 bis 23 Strahlen. Der Körper ist kräftig und breit mit dunklem Rücken und goldenem Schimmer auf Kopf, Flanken und Flossen. Der Bauch ist weißlich. Die Gesamtlänge beträgt wahrscheinlich bis zu über einem Meter, das längste vermessene Exemplar war etwas über 40 cm lang.
Die Rückenflosse trägt einen sehr kurzen und einen langen, kräftigen, auf der Rückseite gesägten Hartstrahl und sechs bis acht Weichstrahlen. Die Brustflossen besitzen einen kräftigen, auf der Rückseite gesägten Hart- und 9 bis 13 Weichstrahlen. Die Bauchflossen haben sechs, die Afterflosse 25 bis 38 Weichstrahlen. Die Fettflosse ist groß, die Schwanzflosse kurz.

## Lebensweise
Die Art besiedelt Süß- und Brackwasserbereiche des Mekongdeltas. Sie ernährt sich vorwiegend von Fischen. Über die Fortpflanzung ist nichts bekannt.